# 阿古利可拉傳
《阿古利可拉傳》（拉丁文：De vita et moribus Iulii Agricolae），古羅馬史家塔西佗大約於公元98年左右寫成的傳記。原書為拉丁文，記載羅馬帝國統治不列顛行省，以及頌揚派駐當地的總督阿古利可拉（塔西佗岳父）的品行、政績及軍功。書中對於研究羅馬人在不列顛經略的情形，具有一定的史料價值。

## 本書的編撰

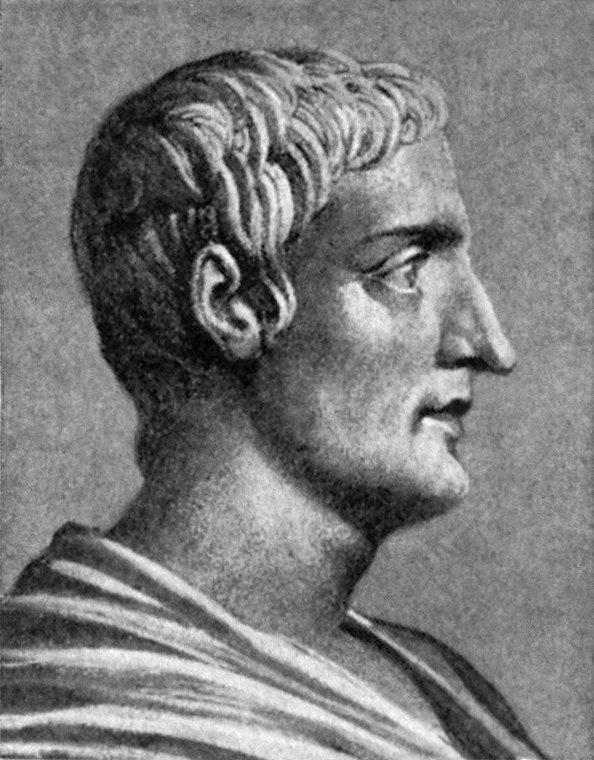
《阿古利可拉傳》編撰者塔西佗

本書的作者塔西佗，是1世紀時羅馬帝國的學者、歷史學家，有著作《歷史》、《編年史》、《日耳曼尼亞志》、《演說家對話錄》及本書傳世，本書所記敍的主要人物阿古利可拉，便是塔西佗的岳父。阿古利可拉曾於公元78年至公元85年期間任不列顛行省總督。
关于此书的写作目的，有三種說法。一是本書原為阿古利可拉死後，在葬上的演說辭，但寫成時間距離阿古利可拉逝世太久，故被認為可能性不大。第二種是塔西佗寫本書以替岳父辯護，由於羅馬皇帝圖密善曾殘害多名正直人士，而阿古利可拉卻能壽終正寢，這引起當代人的非議，因此塔西佗要寫書解話。第三種說法，是本書在塔西佗的著作中寫成時間較早，因而只屬其日後寫大部頭史書的「試筆」。

## 內容
本書共分四十六節，大約可分為五個部份：
- 第一至三節：為本書的序言。

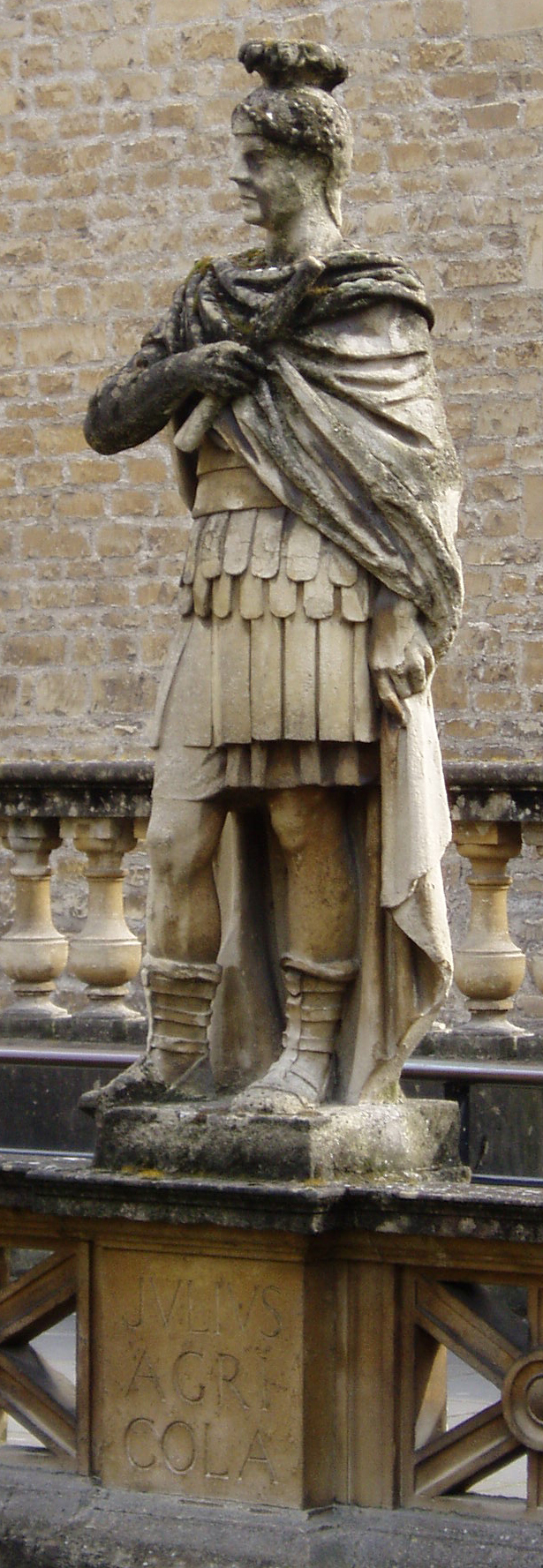
阿古利可拉像

- 第四至九節：敍述阿古利可拉的家世、少年時期、早年的任官經歷，及兩度在不列顛行省服役的事跡。
- 第十至十七節：記述不列顛的地理、居民及羅馬人在該地經略的情形。
- 第十八至第三十八節：記載阿古利可拉任不列顛行省總督時的政績和軍功。
- 第三十九節至四十六節：記載阿古利可拉卸任回羅馬後如何避過圖密善皇帝的嫉妒、去世，及塔西佗為他寫的誄辭。

※以上各項，參見《阿古利可拉傳　日耳曼尼亞志》譯者《塔西佗及其作品》。

## 學術價值
本書在後世，受到學界上的重視。西方學者J·W·湯普森認為塔西佗透過本書得以頌揚岳父，因而使本書「有一定歷史價值，但更有意思的是把它看作對於一位未曾被當時社會風氣腐化的卓越的羅馬公民的一個幾乎完善的頌歌」。中国学者馬雍、傅正元認為，本書揭露了羅馬帝國在不列顛行省的殘暴統治，以及羅馬官場的陰暗面。而在文學方面，本書突出地描寫阿古利可拉一生的重要事跡，他的性格和作風都有生動的刻画，是成功的傳記文學。不過本書也存在一些缺陷，如对不列顛的位置、氣候物產和羅馬人在當地的戰役事跡的错误记述。

## 中文翻譯的情況
中文版有馬雍、傅正元的譯本，並與《日耳曼尼亞志》合成一書出版。